# Списак музичких инструмената
Овде је приказан списак познатијих музичких инструмената (итал. strumenti musicali) који се данас користе у музици и који су се некада користили. 
Музички инструменти су справе, оруђа и средства помоћу којих музичари свирају у класичној, народној, забавној и џез музици.
Они се деле на многе групе и подгрупе, зависно од грађе и начина добијања тонова и звука. 
| Напомена. | Овде није извршена подела музичких инструмената, већ је једноставно начињена листа по азбучном реду. |

|  |  |  |  |  |  |  |  |  |  |  |  |  |  |  |  |  |  |  |  |  |  |  |  |  |  |  |  |  |  |

## А
- Аулос
  - Диаулос

## Б
- Балалајка
- Бенџо
- Бич
- Бонгоси
- Бубањ
  - Конга
  - Велики бубањ
  - Добош (мали бубањ)
    - Вудблок
    - Гоч (тапан)

  - Бонго
- Бузуки

## В
- Вергл
- Вибрафон
- Виела или Вихуела
- Виол
- Виола
  - Виола да брачо
  - Виола да гамба
  - Виола д'аморе
- Виолина
  - Српска виолина
- Виолончело
- Вирџинел

## Г
- Гајде
- Гитара:
  - Акустична гитара
  - Бас гитара
  - Електрична гитара
  - Класична гитара
  - Хавајска гитара
    - Јукулеле
- Гонг
- Гусле
  - Личке двоструне гусле

## Д
- Даире (тамбурин)
- Дипле
- Дромбуље
- Дудук
- Диџериду

## Е
- Енглески рог
- Еолска харфа

## З
- Звиждаљка
- Звечке
  - Маракас
- Звона
- Звончићи
- Звучна виљушка (дијапазон)
- Зурла

## К
- Кавал
- Кастањете
- Китара
- Клавес
- Клавикорд
- Клавир
  - Пијанино
- Кларинет
  - Бас кларинет
  - Басет-хорн
- Контра
- Контрабас
  - Бегеш
  - Берде
- Кордофон
- Крумхорн
- Ксилофон
  - Ронеат
- Кравље звоно

## Л
- Лаута
  - Бандура
- Лијерица
- Лира

## М
- Мандолина
- Маримба
- Мартеноови таласи
- Мелодика
- Металофон

## О
- Обоа
  - Обоа д'аморе
  - Хеклфон
- Окарина
- Органиструм
- Оргуље
  - Морске оргуље
  - Позитив
  - Портатив
  - Хармонијум
  - Регал
  - Хидрауличне оргуље
  - Електричне оргуље

## П
- Панова фрула (сиринкс)
- Прапорци

## Р
- Ребаб
- Ребек (рубеба)
- Рог
  - Алпски рог
  - Букцина
  - Олифант
  - Вувузела

## С
- Саксофон
  - Сопран саксофон
- Синтесајзер
  - Муг синтисајзер
  - Аналогни синтесајзер
- Ситар
- Сопиле (роженице)
- Сурма

## Т
- Тамбура
  - Самица
  - Берде
  - Бисерница (прим)
  - Брач
  - Бугарија
  - Саз
- Там-там
- Тарабука
- Тарагот
- Теремин
- Тимпан
- Траутонијум
- Триангл
- Тромбон (позауна)
- Труба
  - Корнет
  - Флиглхорн (крилница)
- Трумпет
- Туба
  - Сузафон
  - Хеликон
  - Еуфонијум
- Тубафон

## Ћ
- Ћифтелија

## У
- Усна хармоника

## Ф
- Фагот
  - Контрафагот
- Флаута
  - Флаута пиколо
  - Блок-флаута
- Фрула (свирала)
  - Двојнице (свирале)

## Х
- Хармоника
  - Хармоника дугметара
  - Бандонеон
- Хорна
  - Саксхорна
- Харфа

## Ц
- Цимбал
- Цитра

## Ч
- Чегртаљка
- Челеста
- Чембало
  - Клавсен
  - Спинет
- Чинеле (пјати)
  - Хај-хет (контрачинели)
  - Кротали
  - Напрстни чинели

## Ш
- Шалмај
- Шаргија

|  |  |  |  |  |  |  |  |  |  |  |  |  |  |  |  |  |  |  |  |  |  |  |  |  |  |  |  |  |  |